# Жорсткий диск

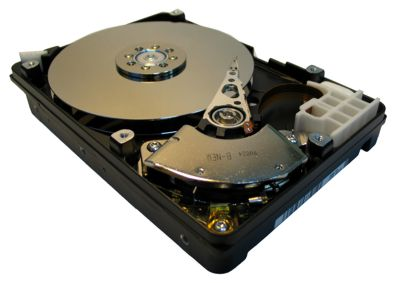
Жорсткий (твердий) магнітний диск зі знятою кришкою

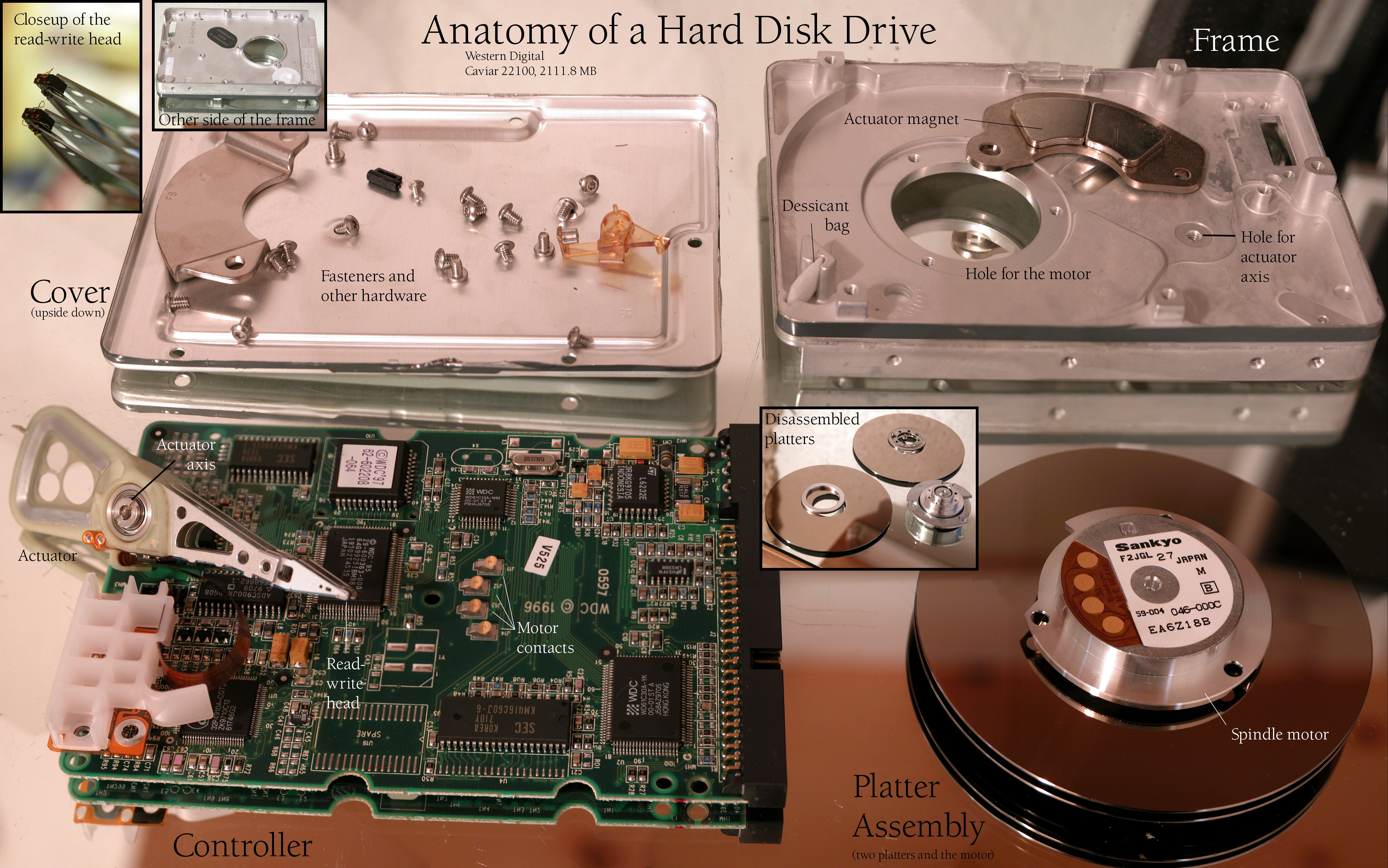
Твердий (жорсткий) магнітний диск у розібраному до основних частин стані

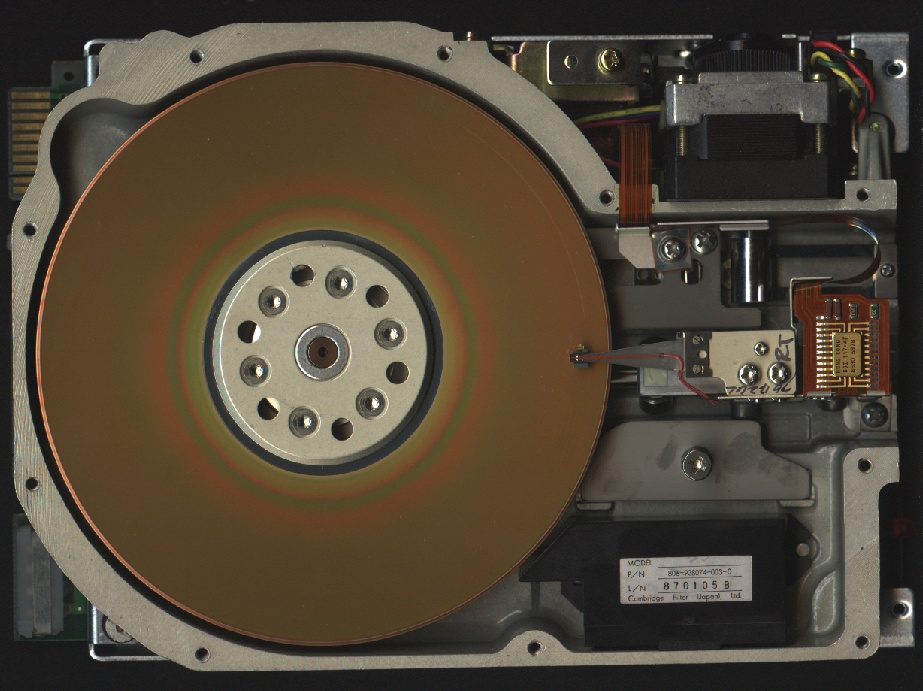
Твердий диск моделі Seagate ST 506 (кришку знято), перший виріб з форм-фактором 5,25 дюйма (1980)

Жорстки́й диск, або жорстки́й магні́тний диск, або накопичувач на магнітних дисках (англ. hard (magnetic) disk drive, англ. HDD), у комп'ютерному сленгу — «вінчестер» (від маркування набоїв гвинтівки «Вінчестер», англ. Winchester) — магнітний диск, основа якого виконана з жорсткого твердого матеріалу (скла, алюмінію тощо). У більшості ЕОМ виконує функцію енергонезалежного носія інформації (комп'ютерної пам'яті чи накопичувача інформації) з довільним доступом (англ. random access).

## Основні ознаки та будова
На відміну від дискети, що виготовляється на основі гнучкого (лавсанового) магнітного диска, інформація у твердому магнітному диску записується шляхом намагнічування шару феромагнітного матеріалу (діоксиду заліза у минулому чи сплаву кобальту тепер), що нанесений на поверхні твердих (алюмінієвих, скляних або композитних) пластин у формі диска. У твердих магнітних дисках використовується одна або декілька пластин, встановлених на одному шпинделі. Голівки зчитування-запису у робочому режимі не мають торкатися поверхні пластин завдяки прошарку повітря, що постійно набігає (утворюється біля поверхні дискових пластин при швидкому обертанні). Слід зазначити, що на ранніх екземплярах торкання головок могло бути звичайним явищем. Відстань між голівкою і робочою поверхнею дискової пластини становить декілька нанометрів (у сучасних дисках близько 10 нм), а відсутність механічного контакту забезпечує тривалий термін експлуатації пристрою. За відсутності обертання дисків та за належного вимкнення диску їх головки знаходяться поблизу шпинделя або за межами диска у безпечній (паркувальній) зоні, де унеможливлюється їх нештатний контакт з поверхнею дисків.
Також, на відміну від гнучких дисків, у твердих магнітних дисках носій інформації (магнітний диск) сполучений в єдиний пристрій з іншими вузлами накопичувача (засобами запису і зчитування, приводом та блоком електроніки). Такий твердий диск переважно використовуються як стаціонарний (незнімний) носій інформації.

## Історична довідка

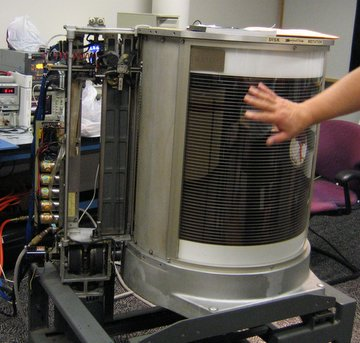
Частково розібраний твердий диск типу 350 RAMAC фірми IBM (1956 рік)

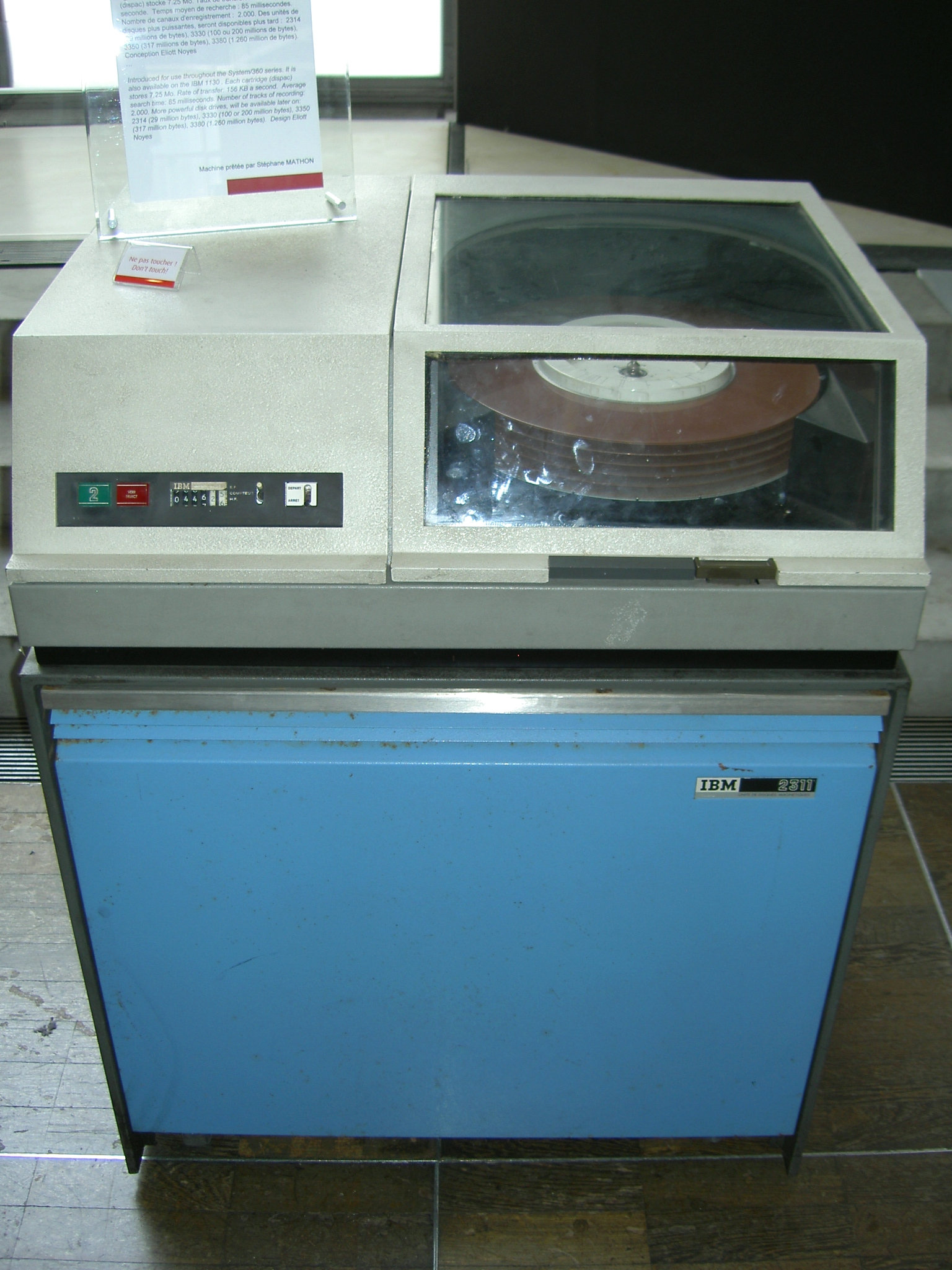
Накопичувач на твердих дисках IBM 2311, об'єм: 7.25 Мбайт (середина 1960-х років)

Тверді диски були введені у використання фірмою IBM у 1956 році як сховище даних для обчислювальних машин реального часу обробки транзакцій і надалі адаптовані до багатоцільового використання з мейнфреймами та міні-ЕОМ. Перший диск IBM, 350 RAMAC, був приблизно розміром у два холодильники і міг зберігати 5 мільйонів 6-бітових символів (що еквівалентне 3,75 млн байтів) на стосі з 50 дисків.
У 1961 році IBM представила модель диску 1311, яка була розміром із пральну машину і могла зберігати до двох мільйонів символів на знімній касеті з твердими магнітними дисками. Користувачі могли придбати додаткові касети і змінювати їх в міру потреби так само, як бобіни з магнітною стрічкою. Пізніші моделі накопичувачів зі змінними касетами твердих дисків від IBM та інших виробників стали нормою у більшості конфігурацій обчислювальних машин і місткість їх сягнула до 300 мегабайт на початку 1980-х років. На відміну від них, незмінні тверді диски отримали назву «фіксовані диски» (англ. fixed disk drive).
На початку 1970-х IBM почала розробку нового типу твердого диска під кодовою назвою «Вінчестер». Його основною відмінною рисою було те, що голівки запису-зчитування диска не виводились повністю зі стосу пластин диска при його вимиканні. Замість цього, голівки «приземлялись» на спеціальній поверхні диска при вимкненні живлення й приводились знову у робоче положення при ввімкненні. Це рішення значно знизило вартість механізму привода голівок, але ускладнило умови видалення всієї касети з дисками з привода. У перших моделях дисків, побудованих за «вінчестер технологіями», диски виконувались у вигляді знімних модулів, що містили диски та голівки зчитування. Пізніше IBM відмовилась від концепції знімних накопичувачів інформації та повернулась до стаціонарних конструкцій.
У 1973 році фірма IBM випустила твердий диск моделі 3340 для використання з ЕОМ IBM System/370, що вперше об'єднав в одному нерознімному корпусі пластини диска й головки запису-зчитування. Під час його розробки інженери використали коротку внутрішню назву «30-30», що означало два модулі (у максимальному компонуванні) по 30 Мб кожний. Кеннет Хотон (англ. Kenneth E. Haughton), керівник проєкту, через співзвучність назви з позначенням набою .30-30 Winchester популярної мисливської рушниці англ. Winchester Model 1894, запропонував назвати цей тип диска «вінчестером», звідки ймовірно і походить кодова назва проєкту.
Як і в першому знімному диску, у першому накопичувачі типу «вінчестер» використовувалися пластини розміром 14 дюймів (360 мм) у діаметрі. Через декілька років з'явились приводи з 8-дюймовими пластинами, а потім диски з 5,25 дюймовим (130 мм) форм-фактором (монтажна ширина еквівалентна тій, яку на той час використовували дисководи гнучких дисків). Останні були у першу чергу призначені для тоді молодого ринку персональних комп'ютерів.
На початку 1980-х років тверді диски були рідкісними й дуже дорогими і розглядались як додаткові опції на ПК, проте наприкінці 1980-х років їх вартість була зменшена до рівня, де вони стали стандартом для всіх, окрім найдешевших ПК. З часом, ємність твердого диска зросла в тисячі разів, хоча його конструкція принципово не дуже змінилась.

## Конструкція

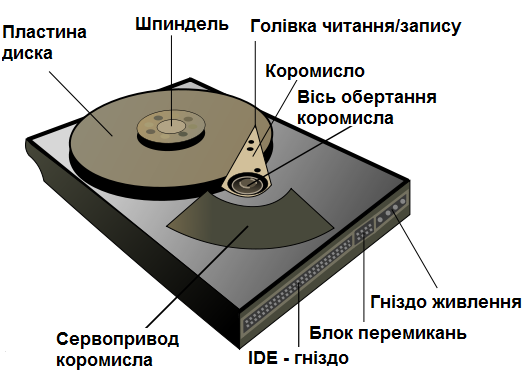
Основні елементи конструкції твердого диска

Існує багато типів твердих дисків, але всі вони складаються з одних і тих же вузлів із спільним принципом роботи. Основні елементи конструкції наступні:
- пластини магнітних дисків на спільному шпинделі;
- голівки читання/запису;
- механізм привода голівок (коромисло із сервоприводом);
- двигун привода дисків;
- друкована плата з електричними схемами керування;
- кабелі і гнізда роз'ємів кабелів живлення і передачі даних;
- елементи конфігурування (перемички і перемикачі).

Диски, двигун приводу дисків, голівки і механізм приводу голівок зазвичай поміщаються в герметичному корпусі, що має назву «гермоблок» або «блок голівок і дисків» (англ. HDA Head Disk Assembly). Інші вузли, що не входять у гермоблок (друкована плата керування, лицева панель, елементи конфігурування тощо), є знімними і поміщаються ззовні гермоблока.

### Гермоблок

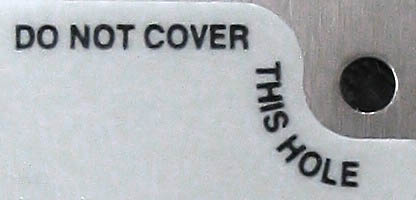
Отвір для вирівнювання тиску гермоблока

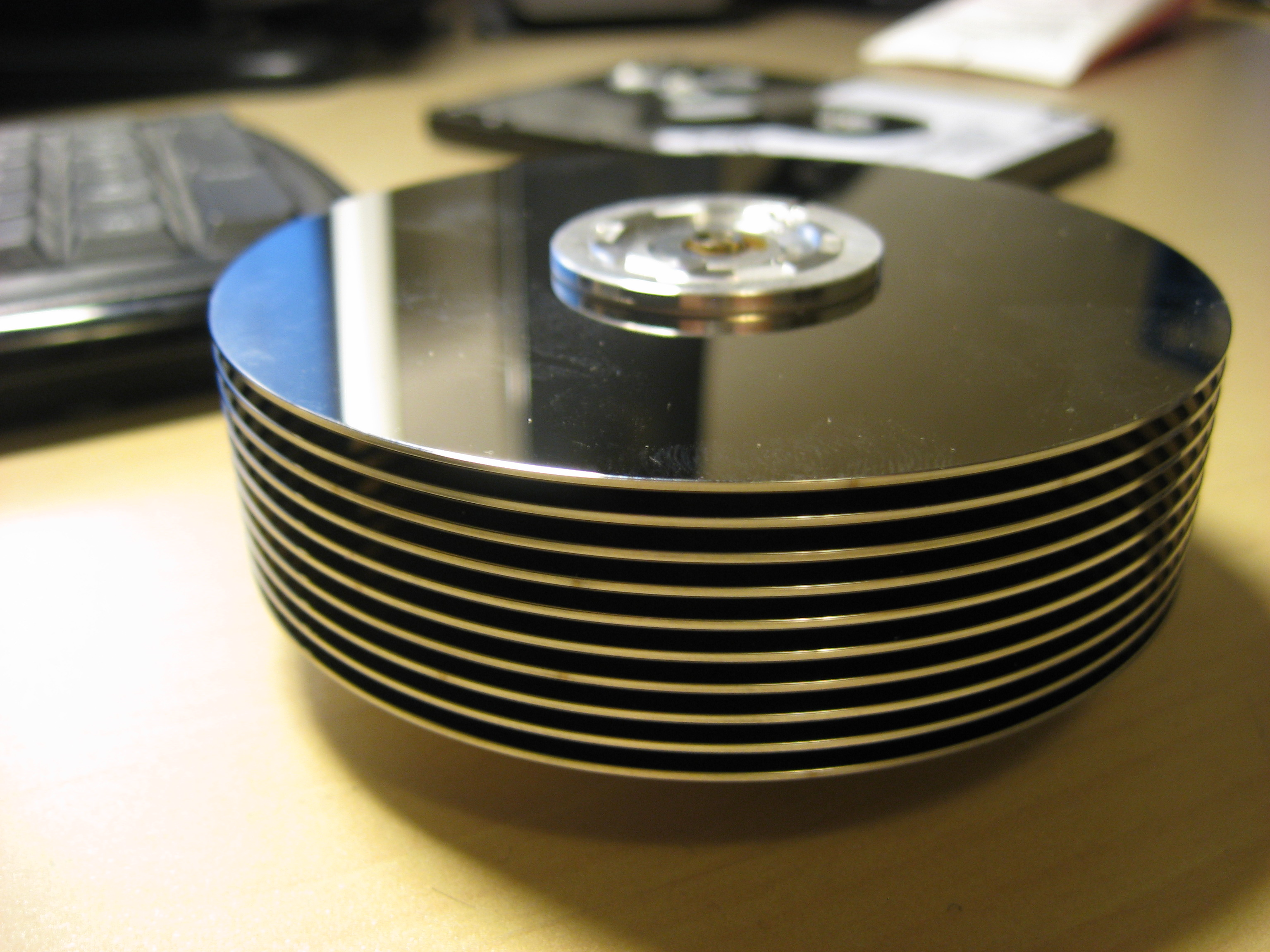
Стос магнітних пластин твердого диска Seagate-ST19171N, об'єм: (9.1 Гбайт

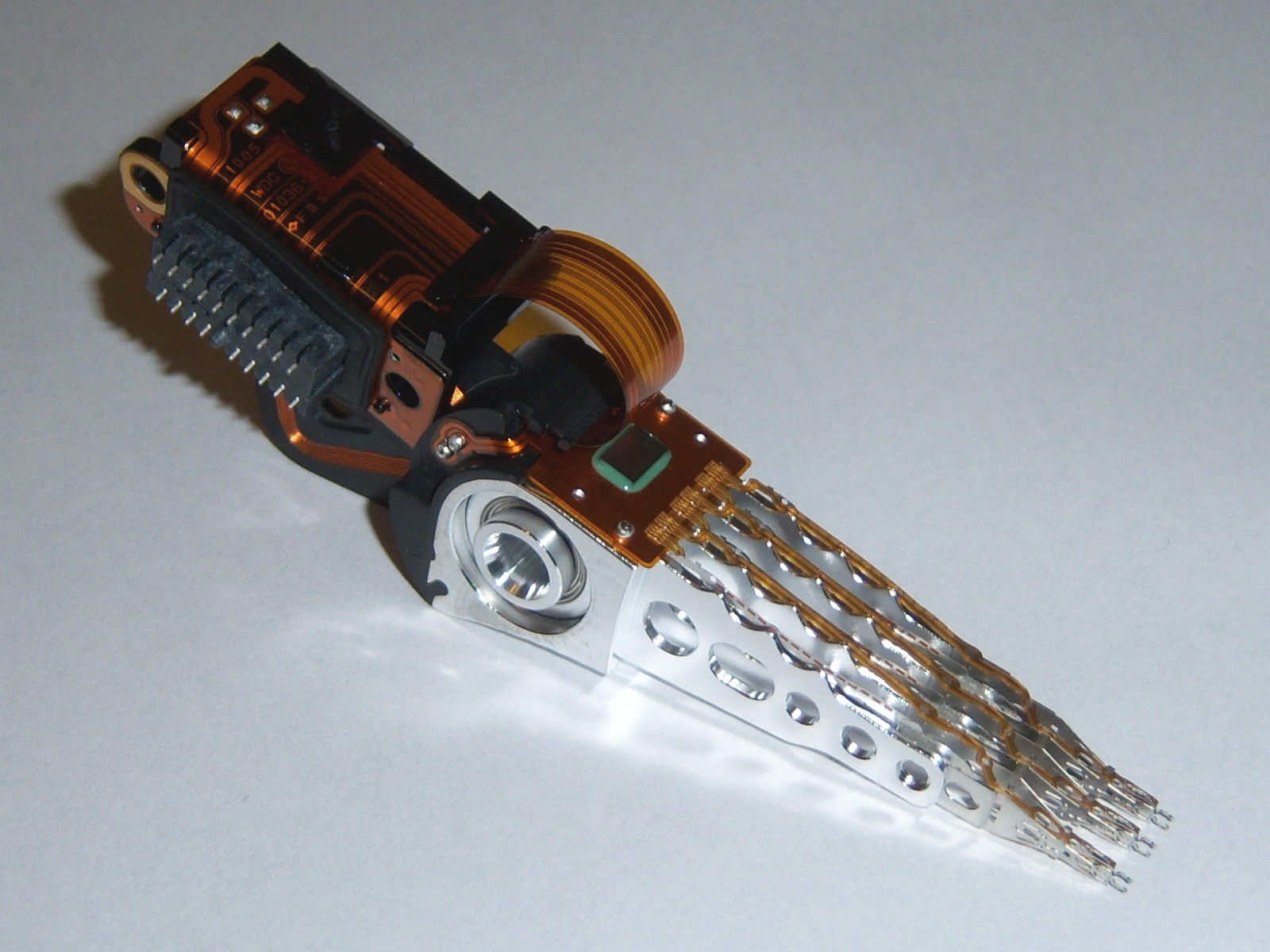
Блок магнітних голівок із системою позиціювання

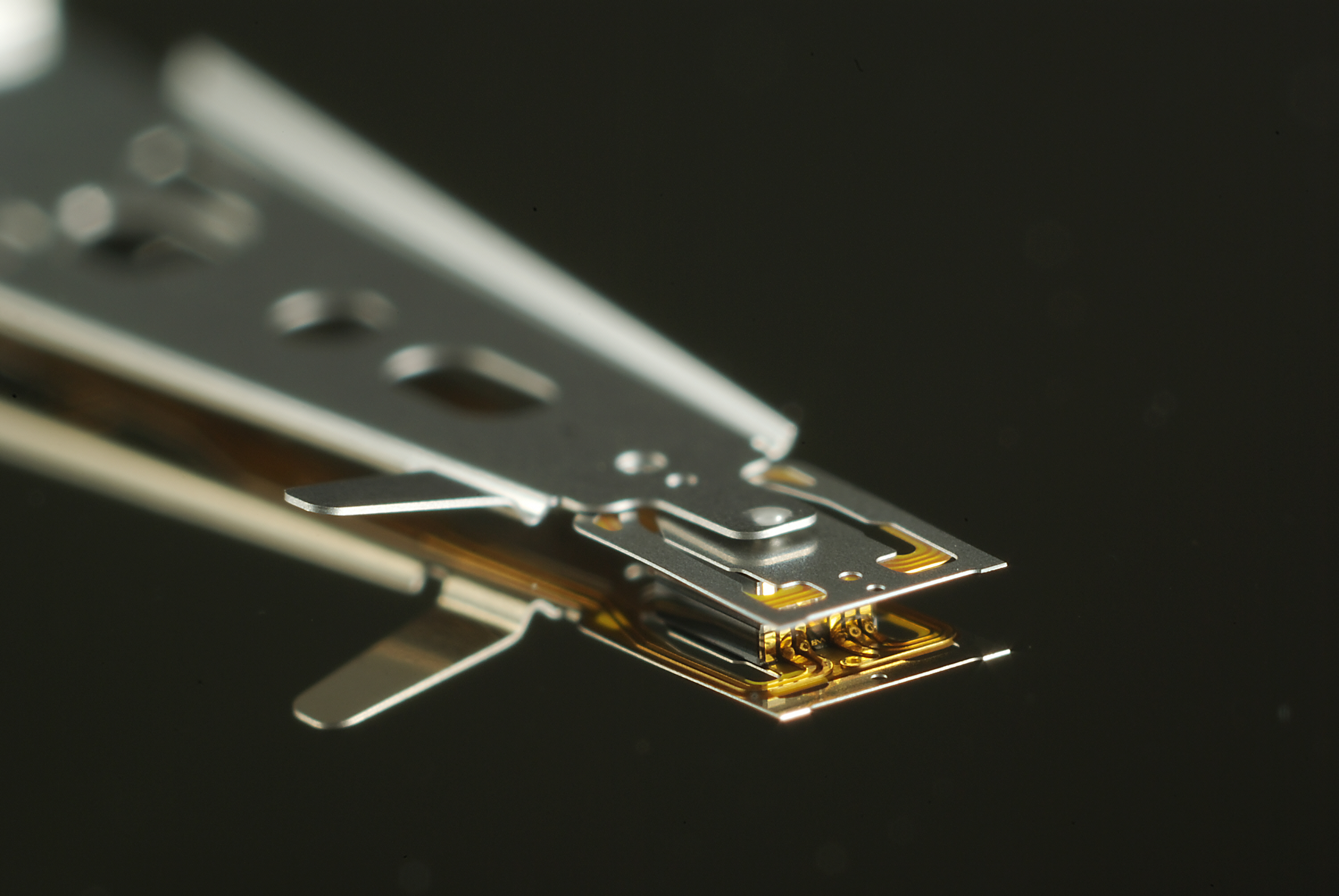
Магнітні голівки запису/зчитування

Більшу частину конструкції твердого диска займає цільний металевий корпус, що захищає магнітні пластини і точну механіку від впливів навколишнього середовища. Гермоблок — це герметична область пристрою, захищена від пилу та інших дрібних частинок. Гермоблок необхідний, оскільки, навіть дуже дрібна частинка, якщо вона потрапить у вузький зазор між голівкою й поверхнею диска, може пошкодити чутливий магнітний шар і вивести з ладу твердий диск. Також корпус захищає накопичувач від електромагнітних перешкод, тобто відіграє роль екрана. Внутрішній простір гермоблоку заповнений звичайним, але повністю очищеним від пилу повітрям. Ним не заповнюють гермоблок спеціально. Просто складання здійснюється в приміщенні, де на один кубічний метр повітря припадає менше ста частинок пилу.

#### Герметичність
Однак, незважаючи на таку назву, гермоблок не повністю герметичний. Для вирівнювання його внутрішнього тиску з атмосферним, у корпусі робиться отвір, який закритий щільним фільтром пилу. У процесі роботи пластини обертаються, створюючи потік циркуляції повітря. Цей потік проходить крізь ще один фільтр, який забезпечує додаткове очищення.

#### Магнітна пластина твердого диска
Магнітна пластина переважно виготовляється з легких сплавів на основі алюмінію. Є моделі, в яких пластини виготовлені з кераміки чи спеціального скла. На поверхню пластин, незалежно від їх складу, для надання магнітних властивостей наноситься методом вакуумного напилення шар кобальту. Структура магнітного покриття містить велику кількість мікроскопічних областей, що називають доменами. У процесі запису, магнітна голівка створює зовнішнє магнітне поле, яке, впливаючи на домен, змінює вектор його намагніченості. Після того, як зовнішнє поле зникає, на поверхні диска утворюються зони залишкової намагніченості. Саме за таким принципом і здійснюється запис і зберігання інформації на магнітних дисках. Процес зчитування відбувається наступним чином: в магнітній головці, коли вона опиняється навпроти ділянки залишкової намагніченості, індукується електрорушійна сила (у перших конструкціях) або змінюється електричний опір (у нових конструкціях), що і дозволяє зчитувати інформацію. Кількість пластин в накопичувачі може бути різною. У кожної пластини є дві робочі поверхні, але в певних моделях використовуватись може тільки одна. (непарна кількість головок)

#### Магнітні голівки твердого диска
Магнітна головка має досить складну будову і містить мікроскопічні елементи, виготовлення яких здійснюється методами фотолітографії. Для різних моделей твердих дисків кількість магнітних голівок може бути від 1 до 8. Встановлення, а також утримання голівки на магнітній доріжці забезпечує електромагнітна система позиціювання. Існує багато конструкцій механізмів привода голівок, але їх можна розділити на два основних типи:
- з кроковим двигуном;
- з рухомою котушкою.

Характеристики цього привода багато у чому визначають швидкодію і надійність накопичувача, достовірність зчитування даних, його температурну стабільність, чутливість до вибору робочого положення і вібрацій. Слід зазначити, що диски із приводами на основі крокових двигунів є менш надійними, ніж пристрої із приводами від рухомих котушок.
Для здійснення запису даних використовується індуктивна голівка. Записувана інформація перетворюється голівкою у змінне магнітне поле. Цим полем намагнічується ділянка магнітного диска. Недоліком індуктивної голівки є те, що вона не підходить для читання інформації через залежність амплітуди сигналу зчитування від швидкості переміщення магнітного покриття та суттєвого впливу магнітних шумів. З цієї причини, для читання інформації застосовуються магніторезистивні голівки типів MRH (Magneto-Resistive) або GMR (GiantMagneto-Resistive). Подібні головки являють собою резистор, що змінює свій опір залежно від напруженості магнітного поля. Головна перевага полягає в тому, що амплітуда практично не залежить від швидкості зміни магнітного поля. Використання магніторезистивних голівок дозволяє збільшити надійність зчитування інформації, а також збільшити граничну щільність запису.
До моменту «зльоту» на повітряній подушці, голівки труться об поверхню пластин в спеціально відведеній ділянці диска, званому «паркувальна зона». У процесі роботи магнітні головки знаходяться на відстані в частки мікрона від поверхні магнітних пластин. Після вимкнення живлення, контролер твердого диска проводить автоматичне паркування голівок.

#### Двигун привода дисків

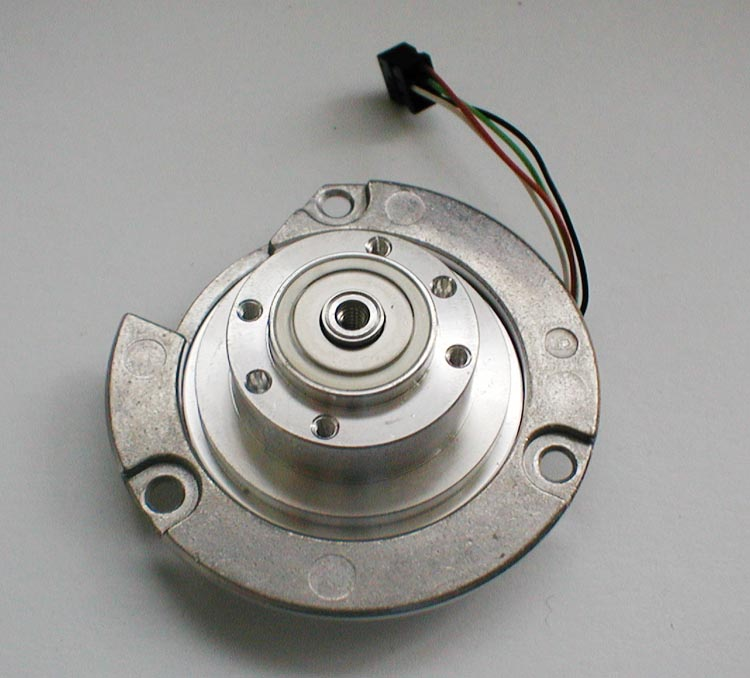
Електродвигун привода шпинделя магнітних пластин

Стабільне обертання пластин, змонтованих на осі (шпинделі), забезпечує шпиндельний трифазний двигун. Усередині двигуна містяться три обмотки, які включені зіркою з відведенням посередині. Ротор являє собою постійний секційний магніт. Щоб забезпечити малі биття на високих обертах, в сучасних твердих дисках використовуються гідродинамічні підшипники.
Шпиндельний двигун запускається тільки після повної внутрішньої діагностики пристрою. Спочатку двигун розкручується у форсованому режимі, не аналізуючи швидкість обертання магнітних дисків. Для забкезпечення цього етапу роботи, блок живлення комп'ютера повинен мати запас пікової потужності. Після того, як магнітні голівки виводяться із зони паркування, швидкість обертання дисків стає контрольованою. Вона управляється за сигналом серворозмітки, яка була записана на диск у процесі його виготовлення. Електроніка твердого диска виділяє сервомітки (вони знаходяться між секторами) із загального потоку даних і по них стабілізує швидкість обертання пластин. Стабільність обертання вкрай важлива для якості зчитування, особливо для дисків з високою щільністю запису.
По суті, швидкість обертання пластин є однією з найважливіших характеристик продуктивності твердого диска. Чим вища швидкість, тим меншим є час, необхідний для пошуку інформації, і тим більша швидкість читання і запису інформації. У сучасних пристроях швидкість обертання пластин в накопичувачі з інтерфейсами PATA і SATA становить від 4200 до 10000 обертів на хвилину. У дорогих серверних системах з інтерфейсом SCSI (SAS), вона може досягати 15000 об/хв. Однак подальше збільшення швидкостей обертання обмежується тим, що підвищується робоча температура дисків, а це негативно позначається на магнітному шарі. Також для швидкісних моделей потрібні якісніші підшипники, а їх виготовлення збільшує кінцеву вартість твердих дисків.

### Плата керування

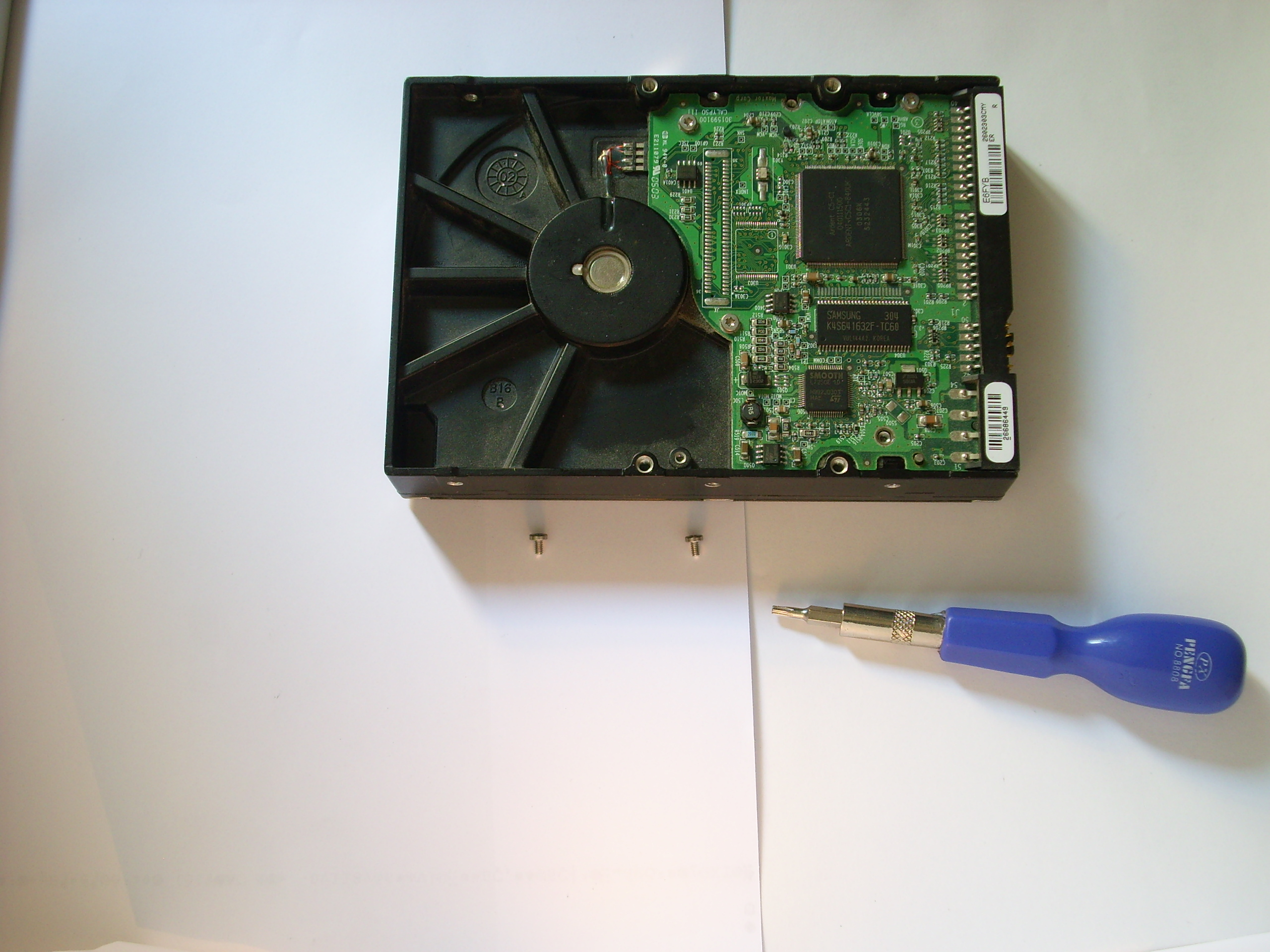
Плата керування твердого диска

Плата керування твердого диска — вузькоспеціалізований комп'ютер, призначенням якого є обмін інформацією з базовою платою комп'ютера та управління внутрішніми процесами, що відбуваються у твердому диску (керування шпиндельним двигуном та приводом голівок).
Найбільша мікросхема на платі — центральний процесор. Це спеціалізований, цифро-аналоговий процесор, який займається обробкою як цифрової інформації, що надходить з комп'ютера, так і аналогової інформації, що надходить з блоку магнітних голівок.
Другим важливим компонентом (нижче процесора на зображенні) є мікросхема оперативної пам'яті — це кеш-пам'ять місткістю 8…64 МБ, що необхідна для буферизації обміну даними між диском і платою керування диска.
Третім важливим компонентом є драйвер двигуна (на фото третя за розміром мікросхема, нижче від мікросхеми оперативної пам'яті). Призначення даної мікросхеми — запуск і зупинка шпиндельного двигуна, контроль швидкості його обертання, керування сервоприводом і, у деяких дисків, формування напруги живлення окремих компонентів та вузлів.
Наступний важливий компонент на платі керування — постійний запам'ятовувач (ПЗП). В цьому випадку його мікросхема розташована у лівому нижньому куті плати (має по 4 ніжки з кожної з двох сторін). У цій мікросхемі знаходиться базова програма («прошивка») і стартова адаптивна інформація, необхідна для успішного запуску та ініціалізації твердого диска. Основний же програмний код знаходиться на магнітних пластинах носія у так званій службовій зоні. Останнім часом, на сучасних твердих дисках така мікросхема відсутня. Її вміст тепер зберігається в центральному процесорі та міцно пов'язаний з вмістом службової інформації, що унеможливлює ремонт твердого диска методом заміни плати керування.

## Характеристики
Інтерфейс — набір, що складається з ліній зв'язку; сигналів, що посилають по цих лініях; технічних засобів (контролерів), що підтримують ці лінії, і правил обміну (протоколів). Сучасні тверді диски можуть мати такі інтерфейси, як: ATA (AT Attachment, він же IDE — Integrated Drive Electronic, він же Parallel ATA), EIDE, Serial ATA, SCSI (Small Computer System Interface), SAS, FireWire, USB, SDIO і Fibre Channel.
Ємність (англ. capacity) — кількість даних, які можуть зберігатися накопичувачем. Ємність сучасних твердих дисків з форм-фактором 3,5" сягає 16 ТБ і навіть 20 ТБ. На відміну від прийнятої в інформатиці системі префіксів для обсягів інформації, що позначають величину, кратну 1024, виробниками твердих дисків використовуються величини, кратні 1000. Так, наприклад, ємність твердого диска, маркованого як «2 ТБ», насправді становить приблизно 1,82 Терабайт. (2*1000*1000*1000*1000/1024/1024/1024/1024 = ~1.82)

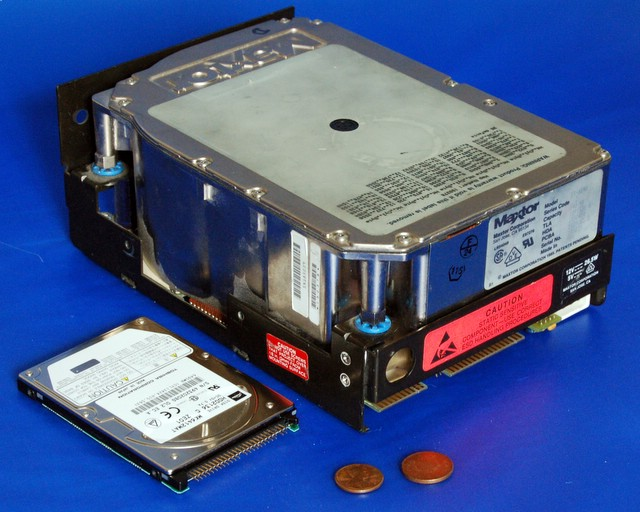
Повнорозмірний (Full-height) 5,25" (110 МБ) твердий диск Maxtor (справа) і малогабаритний 2,5" (6495 МБ) для ноутбуків (зліва)

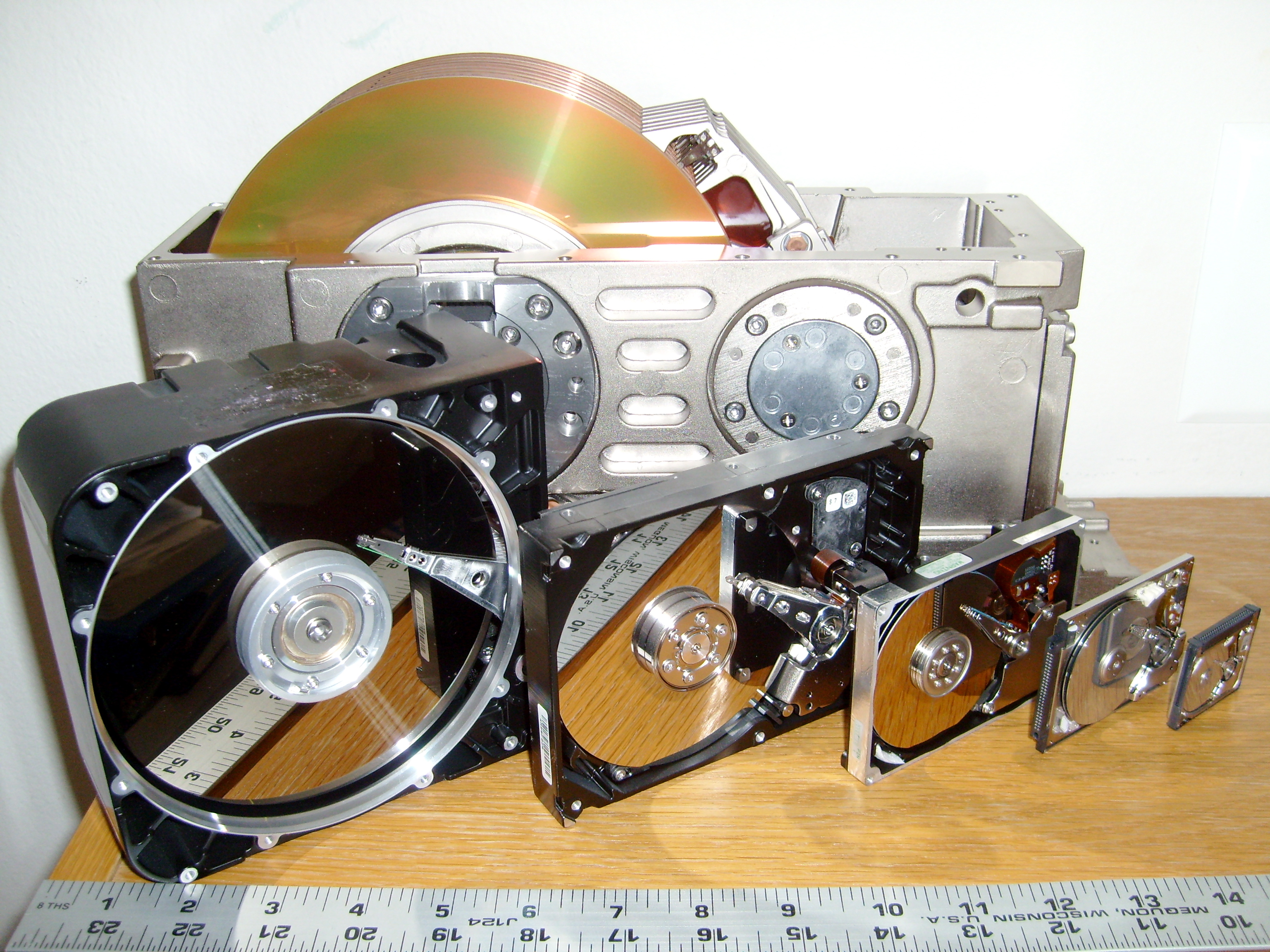
Шість типорозмірів твердих дисків, за період їх розвитку

Фізичний розмір (форм-фактор) — майже всі сучасні накопичувачі для персональних комп'ютерів і серверів мають розмір (ширину) 3,5, або 2,5 дюйма. Останні частіше застосовують у ноутбуках. Інші, менш поширені формати — 1,8 дюйма, 1,3 дюйма і 0,85 дюйма.
Час доступу (англ. random access time) — від 3 до 15 мс. Як правило, мінімальним часом відрізняються серверні диски (наприклад, у Hitachi Ultrastar 15K147 — 3,7 мс), максимальним з актуальних — диски для портативних пристроїв (Seagate Momentus 5400.3 — 12,5). Для порівняння, у твердотільних накопичувачі цей параметр не перевищує 1 мс.
Швидкість обертання диска (англ. spindle speed) — кількість обертів шпинделя за хвилину. Від цього параметра значною мірою залежать час доступу й швидкість передавання даних. Станом на 2012 рік випускаються вінчестери з такими стандартними швидкостями обертання: 4200, 5400 (ноутбуки), 7200 (персональні комп'ютери), 10 000 і 15 000 об./хв (сервери та високопродуктивні робочі станції). Збільшенню швидкості обертання шпинделя у твердих дисках для ноутбуків перешкоджає гіроскопічний ефект, впливом якого можна знехтувати у стаціонарно встановлених комп'ютерах.
Надійність (англ. reliability) — визначається як середній наробіток між відмовами (Mean Time Between Failures, MTBF). Також, переважна більшість дисків підтримує технологію SMART (англ. Self Monitoring Analysing and Reporting Technology) — технологія оцінки стану твердого диска вбудованими засобами самодіагностування, а також алгоритм оцінки часу до виходу його з ладу).
Кількість операцій введення-виведення за секунду (англ. IOPS) — у сучасних дисків це близько 50 оп./с при довільному доступі до накопичувача й близько 100 оп./сек при послідовному доступі.
Рівень шуму — шум, що виникає під час роботи пристрою. Вимірюється в двох режимах — під час простою (шум двигуна обертання) і під час активного навантаження (шум двигуна + шум голівок). Вказується в децибелах, інколи в Белах (=10дБ). Тихими накопичувачами вважаються пристрої з рівнем шуму близько 26 децибел і нижче.
Опірність ударам (англ. G-shock rating) — опірність твердого диска різким перепадам тиску або ударам вимірюється в одиницях припустимого перевантаження, кратних g (прискоренню вільного падіння) в увімкненому та вимкненому стані.
Швидкість передавання даних (англ. Transfer Rate):
- Внутрішня зона поверхні диска: від 44,2 до 74,5 Мб/с
- Зовнішня зона поверхні диска: від 74,0 до 111,4 Мб/с

Місткість буфера (англ. Cache Memory) — розмір проміжної пам'яті (кеш-пам'яті), що призначена для згладжування різниці швидкостей читання/запису і передавання даних через інтерфейс. Станом на 2013 у твердих дисках вона зазвичай може становити 8, 16, 32, 64 або 128 МБ.

### Порівняння інтерфейсів
|                | Пропускна здатність, Мбіт/с | Максимальна довжина кабелю, м                       | Чи потрібний кабель живлення                         | Максимальна кількість накопичувачів |
| -------------- | --------------------------- | --------------------------------------------------- | ---------------------------------------------------- | ----------------------------------- |
| UltraATA/133   | 1064                        | 0,46                                                | Так                                                  | 2                                   |
| SATA/300       | 2400                        | 1                                                   | Так                                                  | 1                                   |
| SATA/600       | 4800                        | 1                                                   | Так                                                  | 1                                   |
| FireWire/400   | 400                         | 4,5 (при послідовному з'єднанні до 72 м)            | Так/Ні (залежить від типу інтерфейсу й накопичувача) | 63                                  |
| FireWire/800   | 800                         | 4,5 (при послідовному з'єднанні до 72 м)            | Ні                                                   | 63                                  |
| USB 2.0        | 480                         | 5 (при послідовному з'єднанні, через хаби, до 72 м) | Так/Ні (залежить від типу накопичувача)              | 127                                 |
| Ultra-320 SCSI | 2560                        | 12                                                  | Так                                                  | 16                                  |
| eSATA          | 2400                        | 2                                                   | Так                                                  | 1 (з помножувачем портів до 15)     |

### Форм-фактор
Практично всі сучасні (після 2000 року) тверді диски для персональних комп'ютерів та серверів мають ширину або 3,5, або 2,5 дюйма — під розмір стандартних кріплень для них, відповідно в настільних комп'ютерах і ноутбуках. Також знайшли застосування формати 1,8"; 1,3"; 1" і 0,85". Виробництво твердих дисків у форм-факторах 8" та 5,25" припинене.
| Форм-фактор            | Статус           | Ширина (мм) | Висота (мм)                            | Найбільша місткість | Число пластин (макс) | Місткість на одну пластину (ГБ) |
| ---------------------- | ---------------- | ----------- | -------------------------------------- | ------------------- | -------------------- | ------------------------------- |
| 3,5"                   | Використовується | 102         | 19 або 25,4                            | 8 ТБ (2014)         | 5                    | 1000                            |
| 2,5"                   | Використовується | 69,9        | 5; 7; 9,5 (найпоширеніші); 12,5 або 15 | 2 ТБ (2012)         | 4                    | 500                             |
| 1,8"                   | Застарів         | 54          | 5 або 8                                | 320 ГБ (2009)       | 2                    | 160                             |
| 5,25" Full-height      | Застарів         | 146         |                                        | 47 ГБ (1998)        | 14                   | 3,36                            |
| 5,25" Half-height      | Застарів         | 146         |                                        | 19,3 ГБ (1998)      | 4                    | 4.83                            |
| 1,3"                   | Застарів         | 43          |                                        | 40 ГБ (2007)        | 1                    | 40                              |
| 1" (CFII/ZIF/IDE-Flex) | Застарів         | 42          |                                        | 20 ГБ (2006)        | 1                    | 20                              |
| 0,85"                  | Застарів         | 24          |                                        | 8 ГБ (2004)         | 1                    | 8                               |

### Рівень шуму

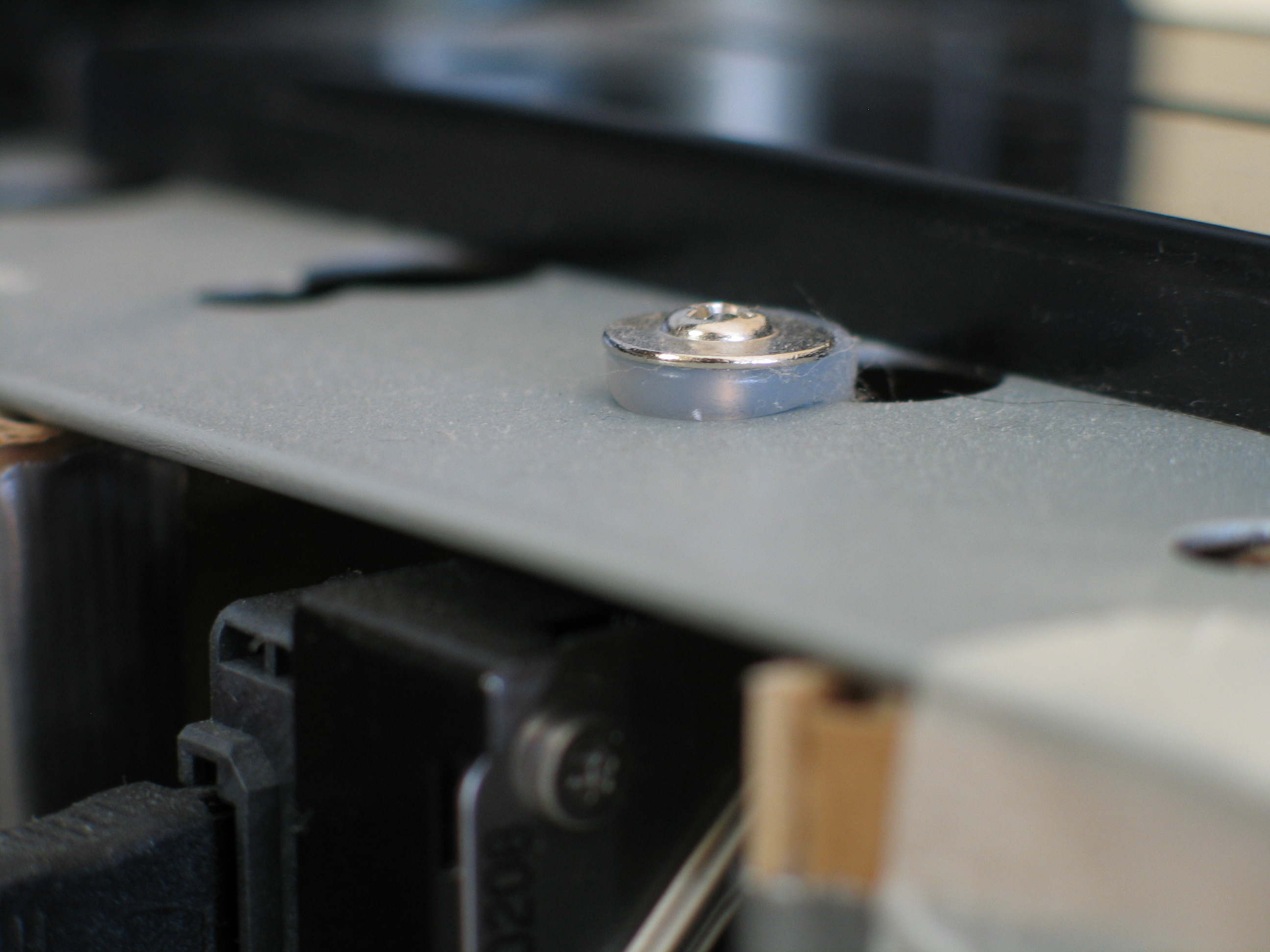
Силіконові шайби при кріпленні твердих дисків зменшують вібрацію та шум.

Рівень шуму  — шум, що його виробляє механіка накопичувача під час його роботи. Вказується в децибелах. Тихими накопичувачами вважаються пристрої з рівнем шуму близько 26 дБ та нижче. Шум складається з шуму обертання шпинделя (в тому числі аеродинамічного) і шуму позиціювання.
Для зниження шуму від твердих дисків застосовують такі методи:
- Програмний, за допомогою системи, вбудованої в більшість сучасних дисків, AAM. Перемикання твердого диска у малошумний режим призводить до зниження продуктивності в середньому на 5-25 %, але робить шум під час роботи практично нечутним.
- Використання шумопоглинальних пристроїв[22], закріплення дисків на гумових або силіконових шайбах або навіть повна заміна кріплення на гнучку підвіску.

## Виробники

Діаграма злиття та поглинання фірм-виробників твердих дисків

Спочатку на ринку було велике різноманіття твердих дисків, які виробляли багато компаній. У зв'язку з посиленням конкуренції та зниженням норм прибутку більшість виробників була або куплена конкурентами, або перейшла на інші види продукції.
Станом на початок 2013 року більша частина всіх вінчестерів виробляється всього декількома компаніями: Seagate, Western Digital та Toshiba. Fujitsu продовжує випускати тверді диски для ноутбуків і SCSI-диски, але покинула масовий ринок у 2001 році (в 2009 році виробництво твердих дисків було повністю передано компанії Toshiba).
Toshiba є основним виробником 2,5- і 1,8-дюймових ТД для ноутбуків. Досить яскравий слід в історії твердих дисків залишила компанія Quantum. Одним з лідерів у виробництві дисків була компанія Maxtor. 2001 року Maxtor викупила підрозділ твердих дисків компанії Quantum. 2006 року відбулося злиття Seagate і Maxtor. У середині 1990-х років існувала компанія Conner, яку купила Seagate. У першій половині 1990-х існувала фірма Micropolis, яка виробляла дуже дорогі диски premium-класу. Але під час випуску перших у галузі вінчестерів на 7200 об/хв нею були використані неякісні підшипники головного валу, що поставлялися фірмою Nidec, і Micropolis зазнала фатальних збитків на поверненнях продукції, розорилася та була куплена вищезгаданою Seagate.

## Діагностика несправностей накопичувачів
- Зниження продуктивності роботи ПК — таке зниження продуктивності, у першу чергу, відчувається при відкритті файлів з жорсткого диска або при запуску системи. Система може працювати з затримками через сторонні програми, але якщо при відкритті будь-якого каталогу або файлу помічається "зависання", то варто звернути на це увагу і перевірити працездатність жорсткого диска за допомогою спеціального ПЗ (Victoria, Hard Disk Sentinel[en]).
- Помітний шум при роботі накопичувача — найчастішими проблемами є: несправність зчитувальної головки[24]; пошкодження вбудованого ПЗ на ROM-чіпі пристрою; проблеми з електричною складовою: згорілий чіп, пошкоджений pcb-контролер, пошкодження секторів на жорсткому диску тощо. Але у деяких моделей шум є нормальним явищем під час роботи накопичувача, отож слід використовувати спеціальні утиліти для діагностики.
- Файли пошкоджені та з'явився BSOD — такі системні екрани означають те, що ваша система пошкоджена.
- Ваш диск не відформатований — таке попередження зазвичай з'являється, коли сектор жорсткого диска був пошкоджений. Це може бути викликано різними причинами, серед яких вірус, неправильне перезавантаження, відключення накопичувача від напруги або її перепад, робота з утилітою поділу диску і рідко оновлюване ПЗ.
- Комп'ютер постійно перезавантажується — причиною цього може бути проблема в завантажувальному секторі, який заражений вірусом і створює безперервний цикл перезавантаження.
- Час доступу до файлів — до прикладу, запуск каталогу в "Провіднику" або очищення непотрібних файлів займають досить значну частину часу.[25] Зазвичай, таку поведінку досить успішно можна виправити процесом дефрагментації, якщо фізично накопичувач справний.|  | Цей розділ потрібно повністю переписати відповідно до стандартів якості Вікіпедії. Ви можете допомогти, переробивши його. Можливо, сторінка обговорення містить зауваження щодо потрібних змін. |

## Історія прогресу накопичувачів
- 1956 — продаж першого комерційного твердого диска, IBM 305 RAMAC: ємність близько 5 мегабайт, вага близько однієї тонни (два блоки, кожен розміром з великий холодильник), діаметр дисків — 20 дюйми (610 мм), кількість пластин — 50
- 1980 — перший 5,25-дюймовий диск, Shugart ST-506, 5 МБ
- 1986 — Стандарт SCSI
- 1991 — Максимальна ємність 100 МБ
- 1995 — Максимальна ємність 2 ГБ
- 1997 — Максимальна ємність 10 ГБ
- 1998 — Стандарти UDMA/33 й ATAPI
- 1999 — IBM випускає мініатюрний 1" Microdrive ємністю 170 й 340 МБ
- 2002 — Узятий бар'єр адресного простору вище 137 ГБ
- 2003 — Поява SATA
- 2005 — Максимальна ємність 500 ГБ, стандарт Serial ATA 3G, поява SAS (Serial Attached SCSI)
- 2006 — Застосування перпендикулярного методу запису в комерційних накопичувачі; поява «гібридних» твердих дисків, що містять додатковий блок флеш-пам'яті ємністю в одиниці гігабайт
- 2007 — Hitachi представляє накопичувач ємністю 1 ТБ
- 2009 — Western Digital представляє накопичувач з ємністю 2 ТБ
- 2010 — Seagate представляє накопичувач з ємністю 3 ТБ[26].
- 2011 — У продаж надходить диск Deskstar 7K4000 (SATA, 4 ТБ, Western Digital)[27].
- 2014 — Seagate представляє накопичувач з ємністю 8 ТБ[7].
- 2017 — Toshiba випустила диск «MG07ACA» ємністю 14 ТБ[28]
- 2018 рік — Компанія Seagate заявила про створення жорсткого диска об'ємом 16 ТБ  [Архівовано 15 квітня 2019 у Wayback Machine.]
- 2019 — Seagate розробили технологію «Теплоприсутній магнетний запис», яка дозволила збільшити щільність записуваної інформації на диски.